# Prefektura apostolska Bătdâmbâng
Prefektura apostolska Bătdâmbâng (łac.: Apostolica Praefectura Battambangensis) – katolicka jednostka podziału administracyjnego Kościoła katolickiego w Kambodży, obejmująca swoim zasięgiem północno-zachodnią część kraju, w tym prowincje: Battambang, Pursat, Kampong Chhnang, Kampong Thom, Siem Reap, Preah Vihear, Oddar Meancheay, Banteay Meanchey i Pailin. Siedziba prefekta apostolskiego znajduje się w Battambang.

## Historia
Prefektura apostolska Bătdâmbâng została założona 26 września 1968 r. przez papieża Pawła VI w wyniku podziału wikariatu apostolskiego Phnom Penh na trzy mniejsze jednostki, podległe bezpośrednio do Stolicy Apostolskiej.
W czasach rządów Czerwonych Khmerów zakazano sprawowania jakiegokolwiek kultu w kraju, w tym katolicyzmu. Oznaczało to likwidację struktur kościelnych i zejście ich do podziemia. Wielu katolików była z tego powodu prześladowana, a większość świątyń zniszczono. Liczba wiernych spadła z 30 do 10 tysięcy. Dopiero upadek rządów komunistycznych w 1990 r. i wprowadzenie nowej konstytucji umożliwiło ponowną swobodę kultu.

## Główne świątynie
- Prokatedra: Prokatedra Niepokalanego Poczęcia Najświętszej Maryi Panny w Battambang

## Prefekci apostolscy
| L.p. | Lata rządów | Imię i nazwisko                       | Informacje dodatkowe               |
| ---- | ----------- | ------------------------------------- | ---------------------------------- |
| 1.   | 1968–1975   | ks. Paul Tep Im Sotha                 | wikariusz apostolski               |
| *    | 1975–1992   | sede vacante                          |                                    |
| *    | 1992–2000   | bp Yves Ramousse MEP                  | administrator apostolski wikariatu |
| 2.   | od 2000 r.  | ks. Enrique Figaredo Alvargonzalez SJ | prefekt apostolski                 |

## Podział administracyjny
W skład prefektury wchodzi obecnie 26 wspólnot, zgrupowanych w 4 dekanatach:
- Dekanat Battambang: 9 wspólnot – Battambang, Ta Hen, Ta Pung, Knaeh Romeah, Nikhum, Chrabviel, Chetiel, Sneng, Pailin
- Dekanat Tonle Sap: 4 wspólnoty – Pursat, Kompong Luong, Kompong Chnang, Chnok Tru
- Dekanat Angkor: 6 wspólnot – Siem Reap, Chong Khnies, Ta Om, Svay Sisophon, Poipet, Chomnaoum
- Dekanat Kompong Thom: 7 wspólnot – Kompong kor, Preik Sbau, Maniew, Phum Pang, Tangkork, Balang, Kompong Rothe